# Gustavo A. Bravo
Gustavo Adolfo Bravo Mora (* Dezember 1979 in Bogotá, Kolumbien), meist Gustavo A. Bravo, ist ein kolumbianischer Ornithologe und Evolutionsbiologe. Sein Forschungsschwerpunkt ist die neotropische Avifauna.

## Leben
Bravo ist der Sohn von José Vicente Bravo und María Inés Mora. Während seiner Kindheit besuchte er mit seinen Eltern die Llanos in Ostkolumbien, wo er aufgrund seiner Faszination für die Biodiversität den Entschluss fasste, eine berufliche Karriere als Biologe einzuschlagen. 1997 nahm er am Biologieprogramm der Universidad de los Andes in Bogotá teil und nach Feldstudien im Amazonasgebiet unter der Leitung des Centro de Investigaciones Ecológicas La Macarena, spezialisierte er sich auf die Ornithologie, insbesondere auf die Vogelbiologie.
Während seiner Forschungsarbeit untersuchte er die Nutzung von Fluss-Lebensräumen in Raum und Zeit durch die fischfressende Vogelgemeinschaft im Orinocobecken. Nach seinem Bachelor-Abschluss im Jahr 2002 erhielt Bravo eine Stelle als Nachwuchswissenschaftler am Alexander-von-Humboldt-Institut, wo er bis 2005 im Programm Naturschutzbiologie das Projekt „Kolumbianische Vogelschutzgebiete“ leitete.  Im selben Jahr trat Bravo dem Department of Biological Sciences der Louisiana State University bei, um ein Doktoratsstudium in Biologie unter der Leitung von James Van Remsen, Jr. und Robb T. Brumfield zu beginnen. Während seines Studiums nahm Bravo an Expeditionen des Louisiana State University Museum of Natural History nach Peru teil und leitete darüber hinaus Feldstudien in Kolumbien und Brasilien. Im Rahmen seiner Dissertation Phenotypic and niche evolution in the antbirds (Aves, Thamnophilidae), mit der er 2012 promoviert wurde, führte er Forschungsarbeiten über die Nischen- und phänotypische Evolution der Ameisenvögel durch, indem er phänotypische, phylogenetische und Verbreitungsdaten integrierte.
Von 2013 bis 2016 absolvierte Bravo seine Postdoktoranden-Phase bei der Fundação de Amparo à Pesquisa do Estado de São Paulo (FAPESP) am zoologischen Museum der Universidade de São Paulo. Seit 2016 ist er wissenschaftlicher Mitarbeiter an der Abteilung für Organismische Biologie und Evolutionsbiologie des Museum of Comparative Zoology der Harvard University.
Bravos Forschungsprogramm zielt auf das Studium der Muster und Mechanismen hinter der Vogeldiversität in der Neotropis ab. Zu seinen Projekten zählen die genomische Grundlage der phänotypischen Divergenz im Hinblick auf Umwelteinflüsse auf die Familie der Ameisenvögel, die Systematik einer pantropischen Diversifikation von Singvögeln, die phänotypische Entwicklung und Nischenevolution bei den Ameisenvögeln (Thamnophilidae), die Biogeographie der Caatinga, die Systematik und Artengrenzen neotropischer Singvögel, die Bestandsaufnahme wenig bekannter Gebiete in Südamerika sowie das Studium wissenschaftlicher Sammlungen.
Mit Mario Cohn-Haft beschrieb Bravo 2013 den Schwarznacken-Ameisenfänger (Herpsilochmus praedictus), den Aripuanaameisenfänger (Herpsilochmus stotzi) und den Olivschulter-Ameisenschnäpper (Hypocnemis rondoni) sowie mit Bret M. Whitney die Unterart Epinecrophylla amazonica dentei des Amazonasameisenschlüpfers. Im selben Jahr stellte er mit Brumfield und Morton L. Isler die Ameisenvögel-Gattungen Ammonastes, Ampelornis, Aprositornis, Hafferia, Inundicola, Poliocrania und Sciaphylax auf.